# Pleurospermum cristatum
Pleurospermum cristatum är en flockblommig växtart som beskrevs av H.Boissieu. Pleurospermum cristatum ingår i släktet piplokor, och familjen flockblommiga växter. Inga underarter finns listade i Catalogue of Life.